# Gualter I de Vexin
Gualter (Walthar) I de Vexin, nascut cap a 920 o 925, mort després de 992, va ser comte de Vexin, d'Amiens i de Valois.
La seva filiació no és coneguda amb certesa: durant molt de temps es va considerar que era fill de Raül II de Gouy, comte de Vexin, d'Amiens i de Valois, i de Lietgarda, però estudis ulteriors han mostrat que Lietgarda va morir sense fills del seu matrimoni amb Raül, i s'admet actualment que era més aviat el germà de Raül II, o sigui el segon fill de Raül I d'Ostrevent i d'Hildegarda d'Amiens. Se li dona també per pare a un Walerà de Crépy, però es tracta probablement d'una confusió amb Galerà I de Meulan i de Mantes, segon marit de Lietgarda, que apareix presentat equivocadament, com el regent dels tres comtats entre la mort de Raül II i la majoria de Gualter.
Devia ser bastant jove a la mort del seu germà, caigut en una batalla, i no va poder reconstituir la unió dels tres comtats d'Amiens, de Vexin i de Valois fins vers 965. Va mantenir bones relacions amb l'arquebisbe de Rouen Hug II, de la diòcesi del qual depenia el Vexin. Enric, un parent de Gualter, es va casar d'altra banda amb una germana d'Hug. El 991, va morir la seva cunyada Lietgearda, que tenia els comtats de Mantes i de Meulan en viduïtat o usdefruit. Gualter va recuperar Mantes, mentre que Meulan va tornar al fill de Lietgarda, Galerà II.
Es va casar en primers casaments amb una Eva, de la qual no se sap gran cosa. Es tracta potser d'Eva, filla de Landry, comte de Dreux; després, en segones noces vers el 950, amb Adela, probablement filla de Folc II el Bo, comte d'anjou, i de Gerberga. D'aquest segon matrimoni, va tenir:
- Gualter II el Blanc, comte d'Amiens, de Valois i de Vexin
- Guiu († 995), bisbe de Soissons
- Raül, citat el 975
- Geoffroy o Jofré, citat el 987, que podria ser el mateix personatge que Geoffroy o Jofré I († 992/7), comte del Gâtinais.
- Folc